# 洋河 (秦皇岛市)
洋河，位于中华人民共和国河北省秦皇岛市的一条河流，有东洋河和西洋河两源：东洋河发源于青龙满族自治县隔河头镇界岭村，于抚宁区大新寨镇战马王村西注入洋河水库，河长32千米；西洋河发源于卢龙县卢龙镇冯家沟村，于抚宁区台营镇黄土坎村南注入洋河水库，河长25千米。干流自洋河水库起，蜿蜒向南流经抚宁区城区骊城街道西郊、抚宁镇赵家庄村、陈各庄村、万庄村、留守营镇黄金山头村、北丁义庄村、胡各董村、四照庄村、牛店子村、北戴河区牛头崖镇卢王庄村、北戴河新区留守营管理处朝鲜族村、西河南村、圈里居委会、南戴河街道都寨村、洋河套村、孟庄居委会等地，最后于洋河口渔业居委会以南注入渤海。洋河水库以下干流河长100千米，流域面积1110平方千米，年均径流量1.55亿立方米。河口两岸有著名的南戴河旅游区。